# Euophrys nigrescens
Euophrys nigrescens är en spindelart som beskrevs av Lodovico di Caporiacco 1940. Euophrys nigrescens ingår i släktet Euophrys och familjen hoppspindlar. Inga underarter finns listade i Catalogue of Life.